# Căpotești (okręg Bacău)
Căpotești – wieś w Rumunii, w okręgu Bacău, w gminie Huruiești. W 2011 roku liczyła 244 mieszkańców.